# The Peninsula Hotels
The Peninsula Hotels est une chaîne d'hôtels de luxe gérée par Hongkong et Shanghai Hotels. Fondé par la famille Kadoorie (en) ayant rejoint la Chine, le premier hôtel ouvre en 1928 et reste aujourd'hui le plus ancien de Hong Kong.

## Historique
Les frères Elly et Ellis Kadoorie, d'origine juive irakienne, arrivent en Extrême-Orient à la fin du XIXe siècle. En 1949, les biens de la famille sont confisqués par la République populaire de Chine. Le fils d'Elly, Sir Lawrence Kadoorie, repart alors à Hong Kong.
L'histoire de cette chaîne hôtelière reste donc intimement liée au premier établissement créé en 1928 sur la pointe sud de la péninsule de Kowloon, The Peninsula Hong Kong. Son emplacement, proche de Victoria Harbour pour les bateaux et de la gare juste à côté permet aux voyageurs de rejoindre aisément l'hôtel. Il est surnommé « Grand Old Lady ». Le lieu est réquisitionné par l'armée japonaise jusqu'à la fin de la guerre. Cet hôtel reste en Asie, aussi connu que le Ritz pour les Occidentaux. De plus, l'établissement sert de référence pour les autres hôtels qui s'en inspirent, dont les grooms habillés tout de blanc ou les statues de deux lions chinois devant éloigner les démons. L'établissement de 300 chambres et suites est rénové en 2013.
En 2009 ouvre le The Peninsula Shanghai (en), anciennement l'hôtel Majestic créé en 1924 dans cette ville. Il a fallu dix ans de patience à Sir Michael Kadoorie pour obtenir cet emplacement.
The Peninsula Paris ouvre en 2014 et la même année le projet pour Londres est lancé.

The Peninisula Hotel
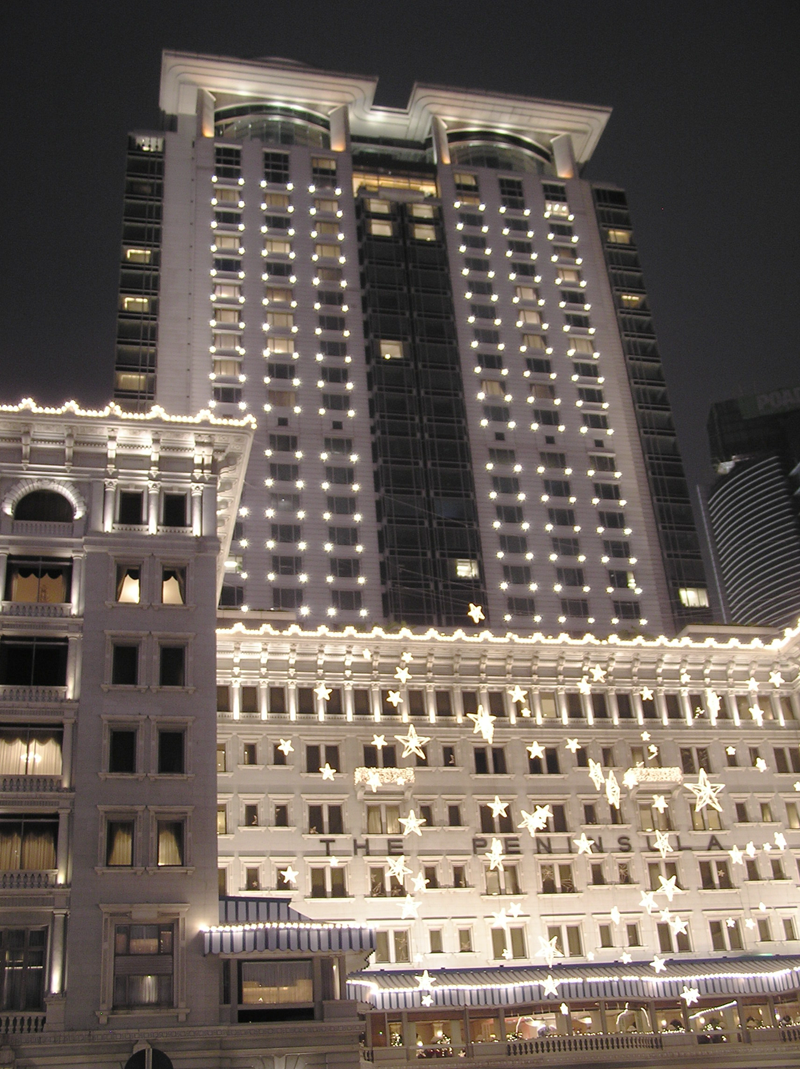
The Peninsula Hotel à Hong Kong.
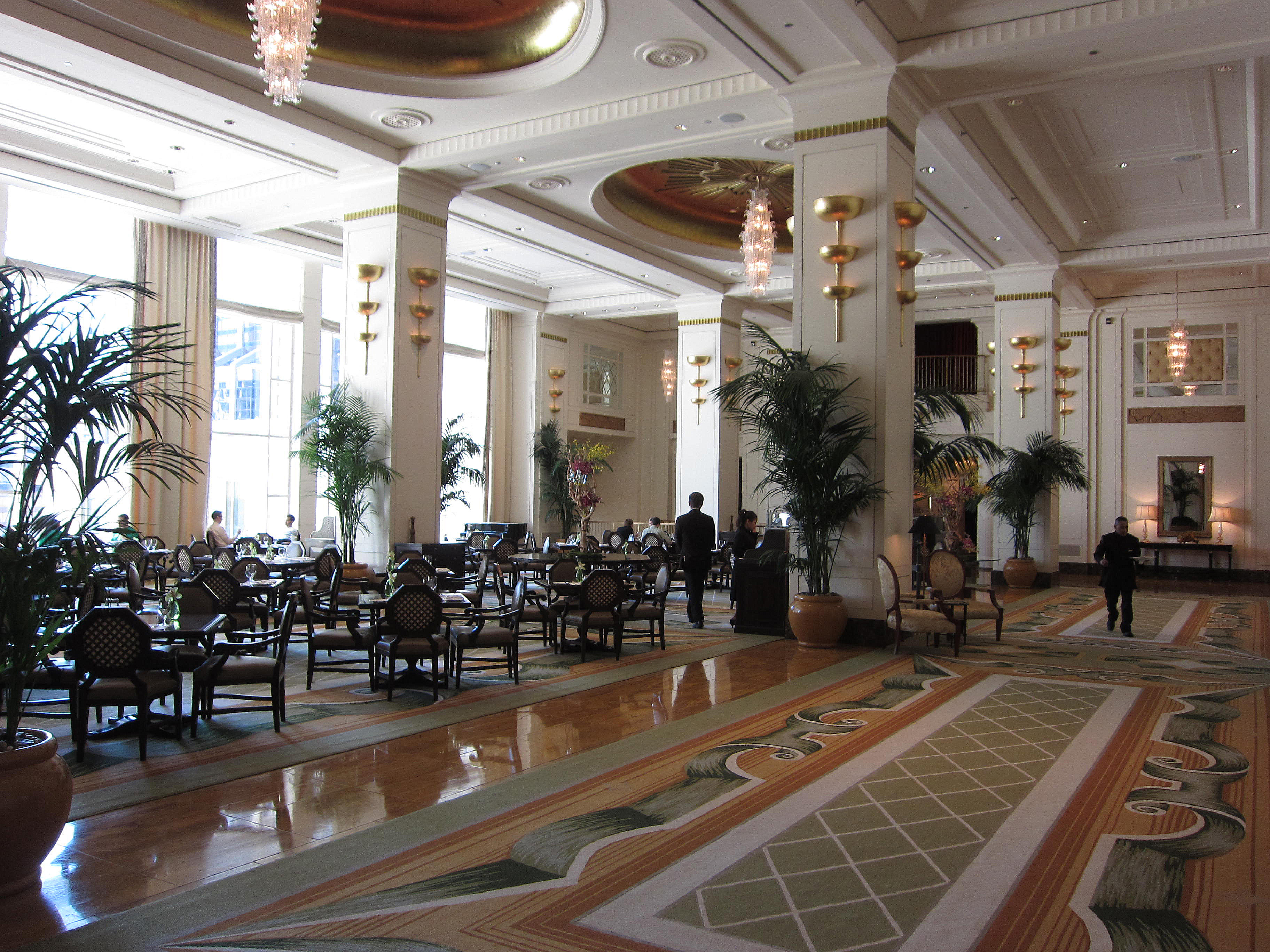
The Peninisula Hotel à Chicago.
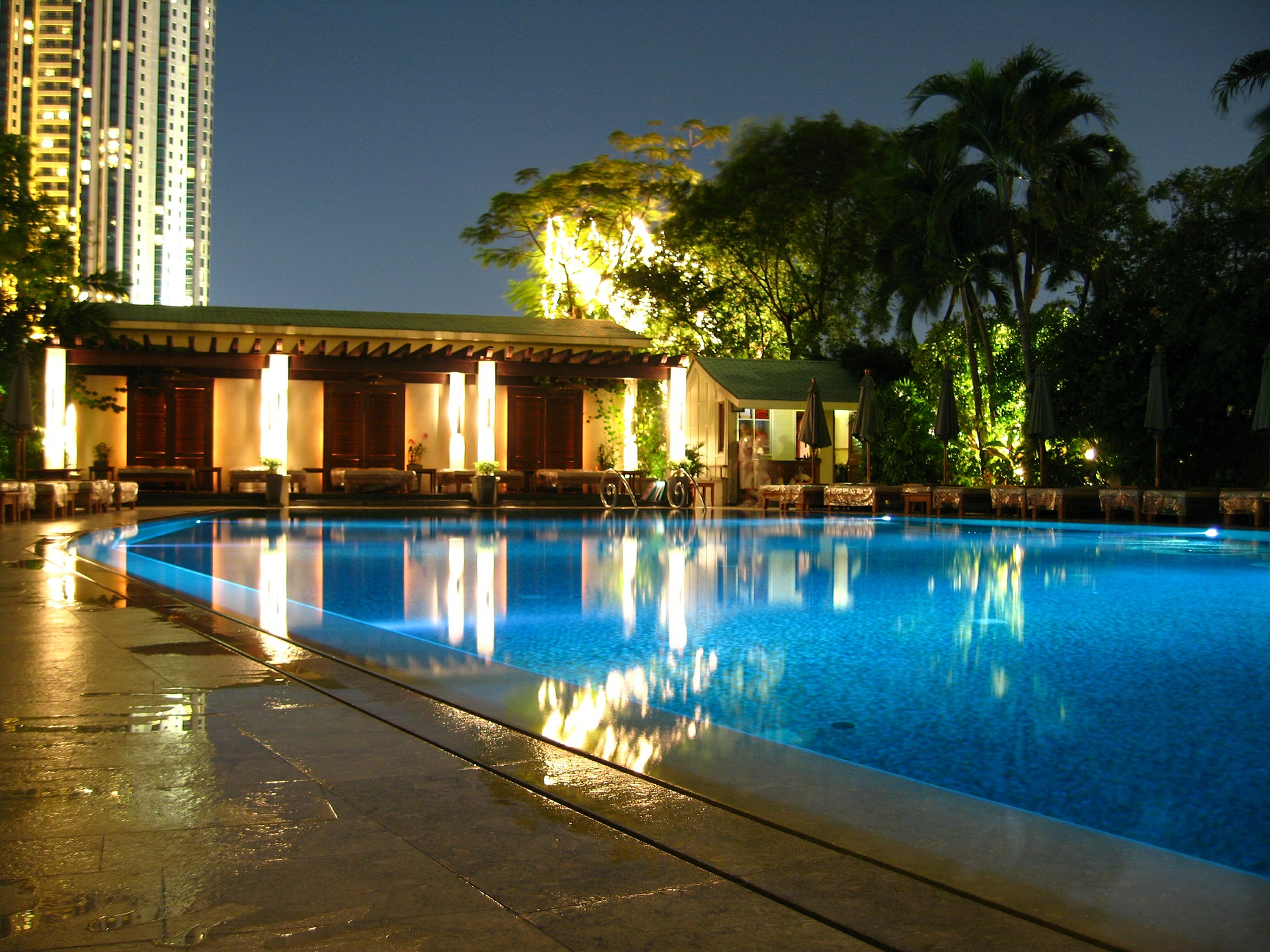
The Peninsula Hotel à Bangkok.
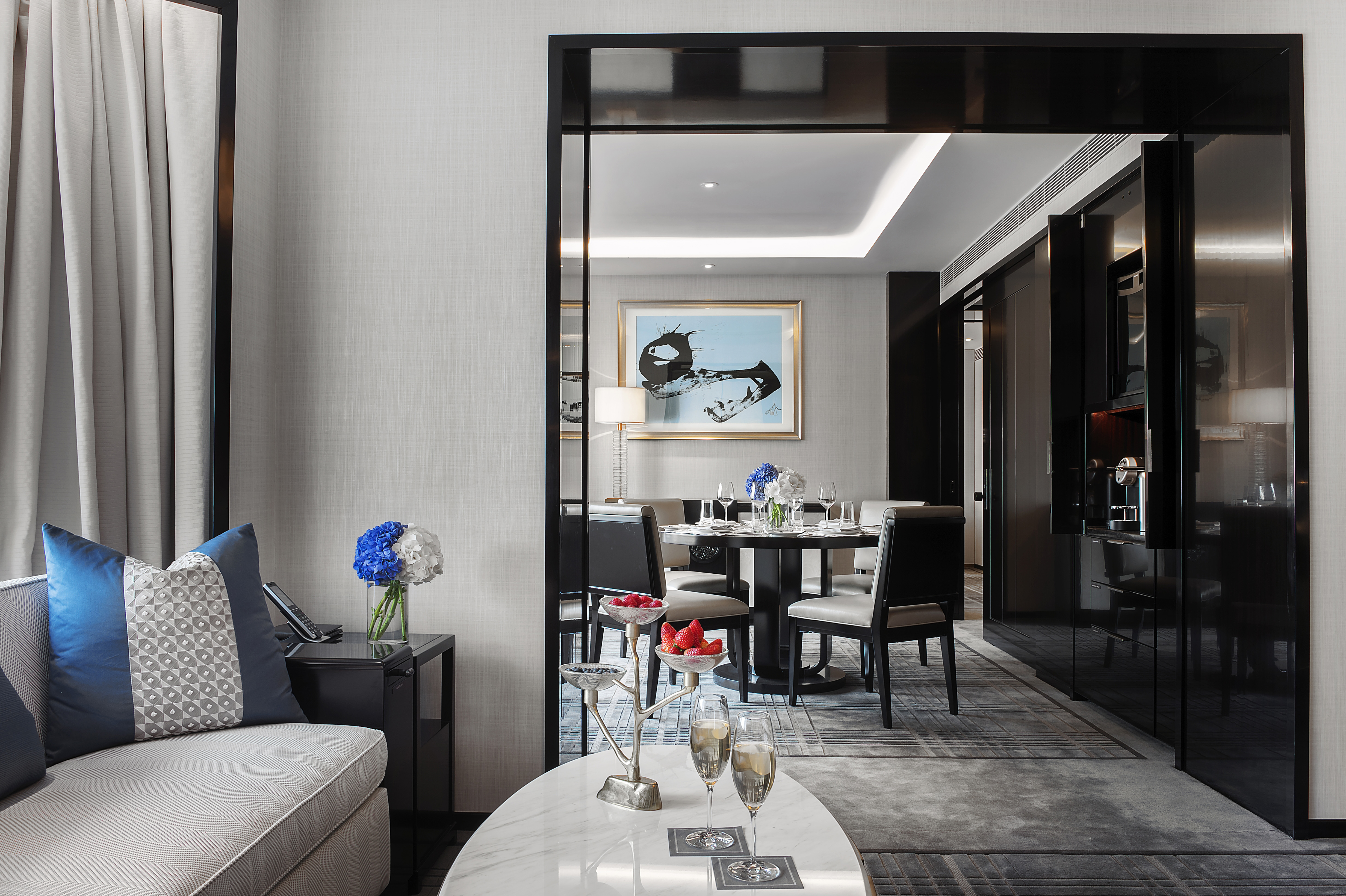
The Peninsula Hotel à Beijing.

### Source
- Stéphanie Condis, « Les hôtels Peninsula : esprit de suites », Challenges, no 490,‎ 22 septembre 2016, p. 86 à 88 (ISSN 0751-4417).